# Fabrikör

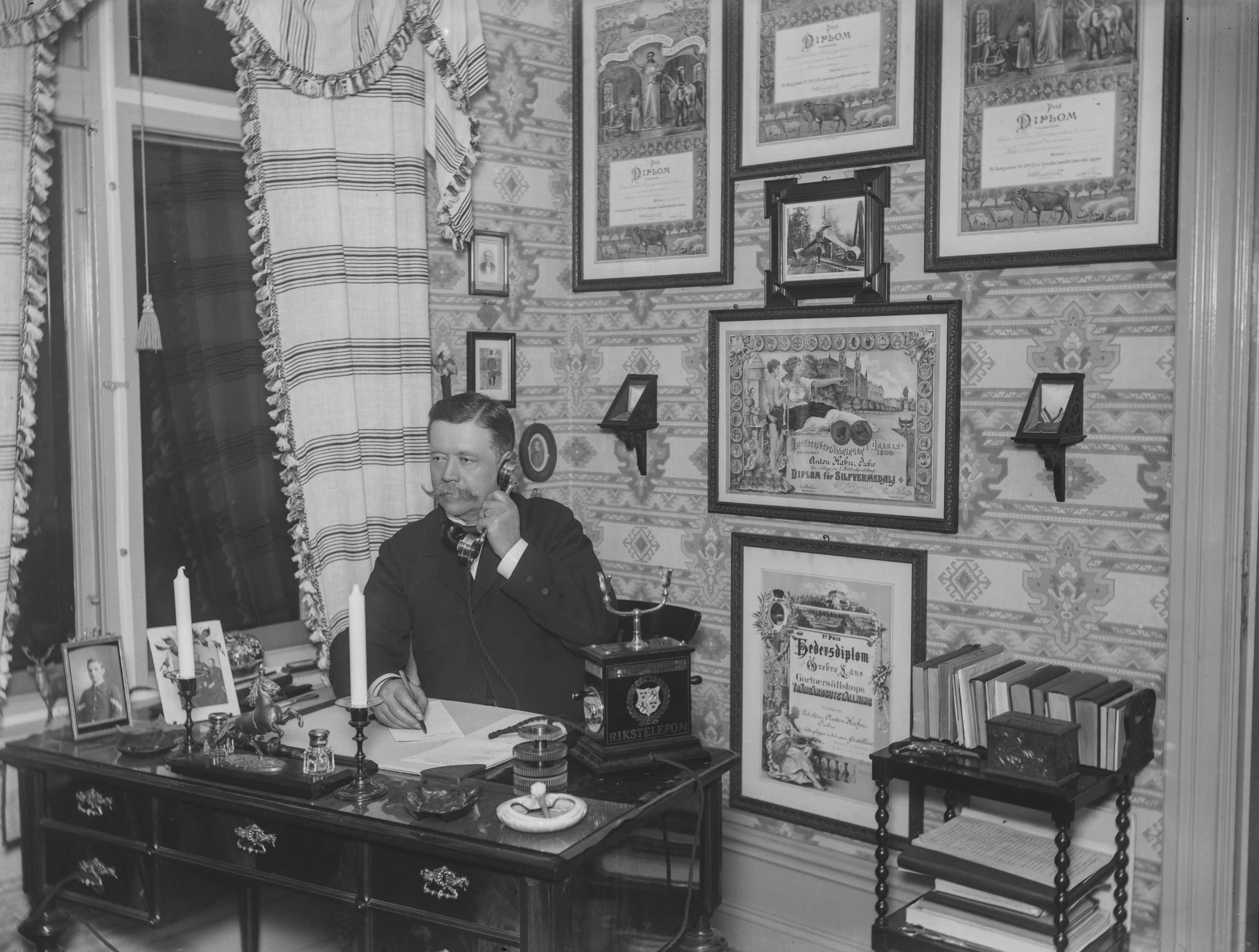
Fabrikör Anton Hahn på sitt kontor, 1901.

Fabrikör är en äldre yrkestitel för en person som äger, förestår eller driver en fabrik. Titeln användes framför allt under 1800-talet och början av 1900-talet, då många fabriker och industrianläggningar var enskilt ägda eller familjeägda.
Personer som skapat en större industri- eller företagsgrupp, snarare än förestått en enskild fabrik, kallas ofta industrimagnater.